# Henri Geraedts
 Hendrik Josef Hubert (Henri) Geraedts (Swalmen, 1 april 1892 - aldaar, 28 februari 1975) was een Nederlands muziekpedagoog, componist en koordirigent.
Hij is de zoon van houtkoopman Jacob Hubertus Geraedts en Maria Theresia Hubertina Heijer. Hijzelf huwde Wilhelmina Helena Maria Meuleman, hun zoon Jaap Geraedts werd eveneens componist, die op zijn beurt trouwde met violist Froukje Giltay.
Hij hertrouwde in 1963 met violiste en beeldend kunstenares Petronella (Petra) Buys (8-10-1908) waar hij tot zijn dood mee samen was.
Hij was de eerste hoofdvakdocent voor schoolmuziek aan het Koninklijk Conservatorium van Den Haag. Geraedts was ook docent koordirectie. Hij trad in de jaren twintig van de 20e eeuw op met zangeres Elise Menagé Challa.
Hij was onder andere dirigent van vocaal ensemble Musica Divina
Geraedts was voorvechter van het muziekonderwijs aan de jeugd. Hij was actief in de Muziekpedagogische Werkgemeenschap. Daarnaast was hij betrokken bij de Ward beweging, genoemd naar de Amerikaanse musicologe Justine Ward (1879-1975), die zich bezighield met de ontwikkeling van een algemene muziekmethode ten behoeve van de liturgische vernieuwing in de Rooms-Katholieke Kerk en daarnaast veel aandacht voor volksmuziek. Het Ward Instituut (opgericht in 1928 onder auspiciën van de St. Gregoriusvereniging) wilde voorzien in scholing van het personeel van het lager onderwijs.

## Enkele publicaties
- Liederen van Pieter Corneliszoon Hooft. Volledige tekst met de oude wijzen, in hedendaagse toonzetting overgebracht, bewerkt en toegelicht door Henri Geraedts en G. Kazemier Brussel: Spectrum, 1947.
- Biografie van Béla Bartók (Uitgeverij Gottmer, Haarlem 1951/58), geschreven samen met zijn zoon Jaap Geraedts, fluitist en componist.
- De stem van Allard (1956), Volksliederenbundel. Uitgave der Vereniging tot Stichting van Volkshogescholen in Nederland, Bakkeveen, onder redactie van Henri Geraedts.

- Digitale Bibliotheek voor de Nederlandse Letteren: gera035
- International Standard Name Identifier: 0000 0003 9363 2324
- Nederlandse Thesaurus van Auteursnamen: 069083789
- Virtual International Authority File: 287948016
- WorldCat: E39PBJqBrWftRMBmmM4PBkkJjC